# Penggalangan (Blangkejeren)
Penggalangan is een bestuurslaag in het regentschap Gayo Lues van de provincie Atjeh, Indonesië. Penggalangan telt 1.471 inwoners (volkstelling 2010).